# Culture de Véraza
Pour les articles homonymes, voir Véraza.
La culture de Véraza ou Vérazien est le nom d'une culture matérielle propre à un groupe de peuplement préhistorique ayant vécu entre 3500 et 2000 av. J.-C. (à la fin du Néolithique et au Chalcolithique) dans la Catalogne et dans les départements de l'Aude et des Pyrénées-Orientales dans la région Languedoc-Roussillon, autour de la rivière de Lavalette (et de l'actuelle commune de Véraza dans l'Aude). 

## Histoire
Les peuples du Vérazien ont bâti une partie des monuments mégalithiques de la région, et en particulier le dolmen Lo Morrel dos Fados à Pépieux dans l'Aude.
Des constructions du Vérazien ont été mises au jour en 2008 par des chercheurs de l'Inrap dans le lotissement Lo Badarel du village de Montredon, sur le territoire de la commune de Carcassonne.